# مولزی
مولزی (به انگلیسی: Molesey) یک شهرک در بریتانیا است که در المبریج واقع شده‌است. مولزی ۵٫۸۷ کیلومتر مربع مساحت و ۱۹٬۰۸۸ نفر جمعیت دارد.